# SimCity
SimCity, anche scritto Sim City, è un videogioco di simulazione della gestione di una città, sviluppato per Amiga e MacOS nel 1989 e poi convertito per numerose altre piattaforme.
Questo titolo diede inizio alla serie di SimCity, nonché alla più ampia e generica serie di Sim. Sono stati realizzati nel tempo seguiti quali SimCity 2000, SimCity 3000, SimCity 4, il reboot SimCity, gli spin off Streets of SimCity, SimCopter, SimCity Societies e SimCity BuildIt (quest'ultima solo per smartphone).

## Modalità di gioco
Nel gioco bisogna creare una nuova città partendo dal nulla o da una città già esistente. Per migliorare la qualità di vita dei sim-cittadini occorre occuparsi della costruzione di stazioni di polizia, caserme dei pompieri, centrali elettriche ed altri servizi che permettono alla città di sopravvivere. Inoltre potranno essere variate le imposte per coprire le spese. Per complicare il già difficile compito di gestire la città, ci sono una serie di disastri che possono abbattersi su di essa: tornado, inondazioni, incendi, disastri aerei, invasioni da parte di mostri, terremoti.
La visuale del gioco è dall'alto, sostituita nel seguito da una visuale isometrica.

## Scenari
Oltre alla costruzione di una città partendo da zero c'è la possibilità di giocare ad uno degli scenari proposti, in cui il giocatore dovrà risolvere dei problemi ben precisi. Ogni scenario ha il titolo di una città:
- Dullsville (USA), 1900 - Stagnazione, la città cresce molto lentamente a causa della crisi economica.
- San Francisco (USA), 1906 - Una serie di terremoti minaccia la città.
- Amburgo (Germania), 1944 - La città subisce bombardamenti durante la Seconda guerra mondiale.
- Tokyo (Giappone), 1957 - Un enorme mostro (ispirato a Godzilla, che nella versione per SNES viene sostituito da Bowser) distrugge tutto quello che incontra nella città.
- Berna (Svizzera), 1965 - La capitale della Svizzera è congestionata dal traffico.
- Detroit (USA), 1972 - Il crimine dilaga nella città.
- Boston (USA), 2010 - I reattori nucleari della città daranno molti problemi al giocatore che dovrà bonificare il territorio dal materiale radioattivo.
- Rio de Janeiro (Brasile), 2047 - Le inondazioni del mare distruggono la costa.

## Storia
Nel 1984 il programmatore Will Wright lavorava per la Brøderbund e, mentre stava realizzando il videogame Raid on Bungeling Bay, si rese conto che la preparazione degli scenari era più divertente della loro distruzione durante il gioco; tale idea lo spinse a realizzare autonomamente un videogioco di costruzione, il primo del genere. Grazie ai suggerimenti di un vicino di casa, un urbanista che aveva avuto esperienze di progettazione con i computer durante gli studi al MIT, Wright completò la prima versione per Commodore 64 di Sim City nel 1985, proponendolo alla stessa società Brøderbund che però rifiutò di distribuirlo, ritenendo che un gioco senza un obiettivo di vittoria definito non potesse avere successo. Due anni dopo, durante una festa, Wright conobbe Jeff Brown, al quale raccontò la storia del gioco; Brown si dimostrò subito interessato al prodotto e insieme fondarono la Maxis, convertendo Sim City per le piattaforme IBM, Mac e Amiga.
Il successo del gioco portò all'edizione da parte della Maxis di una serie di videogiochi manageriali con la riconoscibile sigla di Sim, alcuni dei quali ispirati dalla ricerca contenuta nel saggio di architettura A Pattern Language di Christopher Alexander.
Nel novembre del 2007 Electronic Arts, proprietaria dei diritti di SimCity, ha deciso di rendere disponibile gratuitamente il gioco per la piattaforma XO-1 facente parte del progetto One Laptop Per Child. Nel gennaio del 2008 la società ha deciso di rendere disponibile il codice sorgente con licenza GPL 3 rendendolo un progetto open source. Dato che il codice originale era vecchio di 24 anni e sviluppato originariamente per il Commodore 64, l'Electronic Arts ha affidato a uno sviluppatore l'aggiornamento del codice originale al fine di ottenerne una versione utilizzabile sui moderni computer. Il nuovo gioco ha preso il nome di Micropolis - nome identico a quello utilizzato come titolo provvisorio tra il 1985 ed il 1989 durante lo sviluppo del gioco - dato che l'Electronic Arts ha voluto mantenere il possesso del marchio SimCity.

## Riconoscimenti
Sim City è stato dichiarato uno dei dieci videogiochi più importanti di tutti i tempi da Henry Lowood della Stanford University, nel marzo 2007.